# روزوكساسين
روزوكساسين Rosoxacin أو أروزوكساسين acrosoxacin (دواء مضاد للجراثيم)  الزمرة الدوائية مضاد حيوي من الجيل الأول للكوينولونات. روزوكساسين هو مضاد حيوي مشتق من الكينولونات لعلاج العدوى البكتيرية من الجهاز التنفسي والمسالك البولية، الجهاز الهضمي، الجهاز العصبي المركزي والمرضى الذين يعانون الخطر المناعي. ومن المعروف روزوكساسين نافذا تجاه السلالات المقاومة البنسلين وهو جرعة دوائية واحدة عن طريق الفم يجنبنا كل مضاعفات الإعطاء بالحقن مقارنة بالبنسلين، خصوصا صدمة فرط الحساسية.

## الاستعمال الطبي
علاج أمراض وإنتانات الجهاز البولي، وعلاج الأمراض المنتقلة عبر الجهاز التناسلي.

## آليه العمل
ينتمي إلى مجموعة الفلوروكينونFluoroquinolines كابح للجراثيم يعمل بآلية تثبيط أنزيم D.N.A qyrs وهو الأنزيم المسئول عن تحويل الـDNA من الشكل الملفوف إلى الشكل المسترخي

## التخليق

تخليق الروزوكساسين :

تخليق روزوكساسين يبدأ اصطناع هانتش للبيريدين المعدل تستخدم أجزاء المكونات المعروفة باسم خلات الأمونيوم، وهما مكافئات من الميثيل بروبيولات، و1 من 3- نتروبنزالديهايد. تتم أكسدة ديهيدروبيريدين الناتج (2) مع حامض النيتريك يليه التصبين، نزع الكربوكسيل، واختزال مجموعة النيترو بالحديد وحمض الهيدروكلوريك يعطي الأنيلين 3. هذا يخضع لتتابع تقليدي من تفاعل غولد-جاكوبس مع methoxymethylenemalonate استر لتشكيل حلقة 4-hydroxyquinoline، ثم الألكلة مع أثيل يوديد والتصبين الإستري لاستكمال تصنيع العامل المضاد للجراثيم روزوكساسين (4).